# 酷睿2
Core 2（中文：酷睿2）是英特爾推出的第8代X86架構微處理器，它採用當時全新的Intel Core微架構，取代由2000年起大多數英特爾處理器採用的NetBurst架構。Core 2亦同時顯示出英特爾自2003年起出現Pentium M以來，於筆記型處理器及桌上型處理器兩個品牌的重整合。
首批Core 2處理器已於2006年7月27日開始發售，與Intel Core處理器一樣，Core 2也分為Solo（單核，只限手提電腦）、Duo（雙核）、Quad（四核）、Extreme（雙核,四核極致版）等型號。Core 2 Duo在中國大陸暱稱為「烤土豆」，而Core 2 Quad暱稱為「烤土瓜」。首批推出的Core 2屬雙核版本，四核版本亦有販售。
與其他諸如Pentium 4、Pentium D等基於NetBurst處理器不同，Core 2不會單單注重處理器時脈的提升，它同時就其他處理器的特色，例如快取記憶體效率、核心數量等作出優化。這些新處理器的功耗比以往的Pentium 4/D處理器低很多，TDP最高值為65W。
Core 2處理器擁有現有的EM64T（Intel採用的x86-64）、虛擬化技術（Virtualization Technology，僅部分型號）及Execute Disable位元。另外它亦擁有LaGrande Technology、SSE3、Enhanced SpeedStep技術及Active Management Technology (iAMT2)。
因為Core 2 Duo承襲Pentium III（P3）架構（實際上就是「Pentium Pro」的P6架構）的衣冢，所以既保持高性能又兼具低功耗。當年藉著這個成功的架構加以改造。Intel競爭對手AMD的K8架構在效能上仍暫時落後於Conroe（除用於專業立體繪圖外），其主流的Athlon 64 X2雙核心處理器在零售市場上吸引了預算較低電腦的用户。這是由於Core 2處理器的主機板售價較高，導致組裝成本大幅增加所致。

## 現有產品
| Intel Core 2處理器家族                     | Intel Core 2處理器家族                       | Intel Core 2處理器家族        | Intel Core 2處理器家族 | Intel Core 2處理器家族                       | Intel Core 2處理器家族        | Intel Core 2處理器家族 | Intel Core 2處理器家族 |
| 桌上型电脑                                 | 桌上型电脑                                   | 桌上型电脑                    | 手提電腦               | 手提電腦                                     | 手提電腦                      |                        |                        |
| 代號                                       | 核心                                         | 推出日期                      | 代號                   | 核心                                         | 推出日期                      |                        |                        |
| ------------------------------------------ | -------------------------------------------- | ----------------------------- | ---------------------- | -------------------------------------------- | ----------------------------- | ---------------------- | ---------------------- |
| Conroe Allendale Wolfdale                  | 雙核心 (65 nm) 雙核心 (45 nm)                | 2006年8月 2007年1月 2008年1月 | Merom Penryn           | 雙核心 (65 nm) 雙核心 (45 nm)                | 2006年7月 2008年1月           |                        |                        |
| Conroe XE Kentsfield XE Yorkfield XE       | 雙核心 (65 nm) 四核心 (65 nm) 四核心 (45 nm) | 2009年7月 2008年11月          | Merom XE Penryn XE     | 雙核心 (65 nm) 雙核心 (45 nm) 四核心 (45 nm) | 2008年7月 2008年8月 2009年8月 |                        |                        |
| Kentsfield Yorkfield                       | 四核心 (65 nm) 四核心 (45 nm)                | 2008年1月 2009年5月           | Penryn                 | 四核心 (45 nm)                               | 2008年8月                     |                        |                        |
| 不提供桌上型电脑版本                       | 不提供桌上型电脑版本                         | 不提供桌上型电脑版本          | Merom-L Penryn-3M      | 單核心 (65 nm) 單核心 (45 nm)                | 2007年9月 2008年5月           |                        |                        |
| *按最初發佈日期排序 Intel Core 2處理器列表 |                                              |                               |                        |                                              |                               |                        |                        |

### Conroe

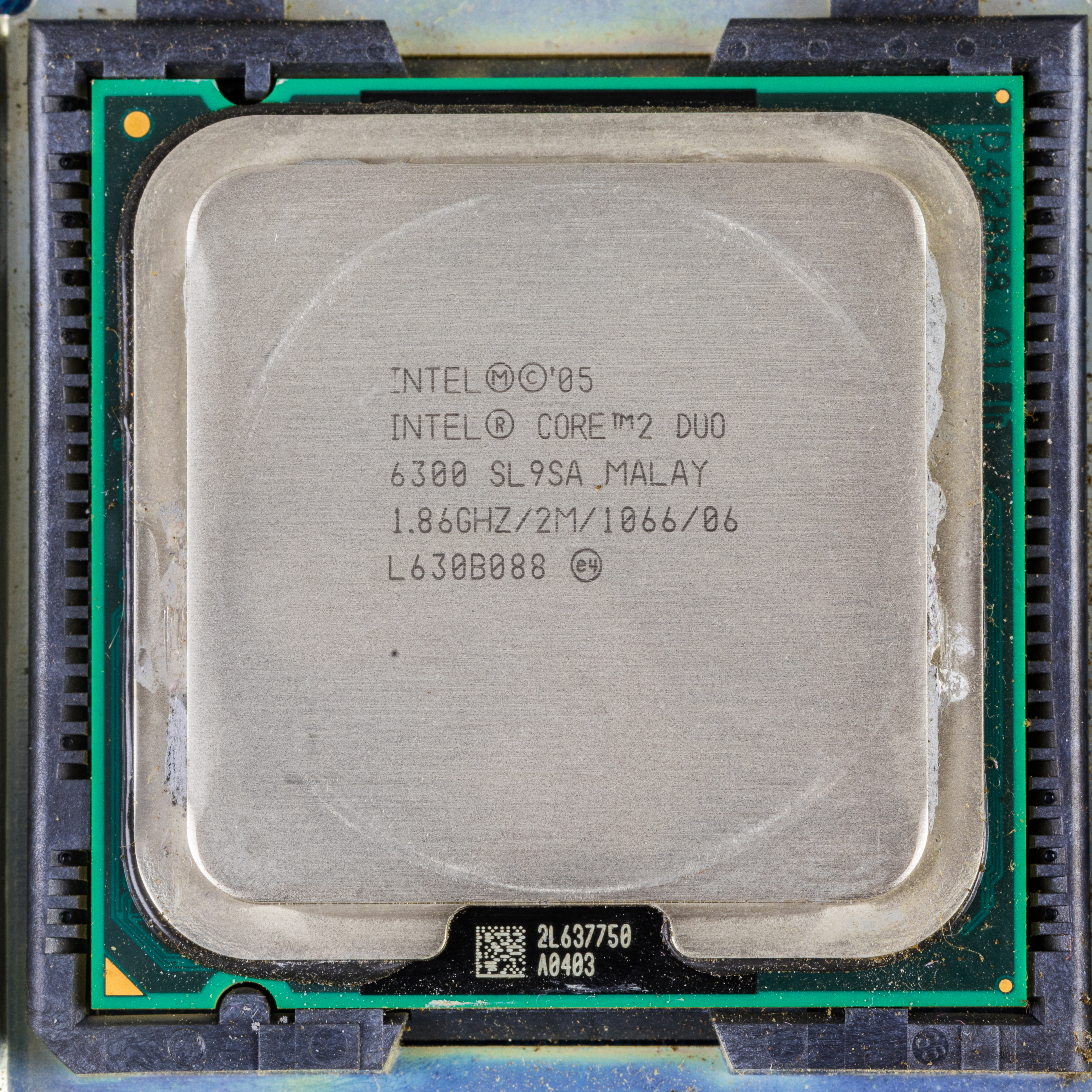
E6300處理器

Conroe（中國及香港俗稱「扣肉」，台湾俗稱「焢肉」）及「Allendale」是第一代Core 2 Duo桌面處理器的核心代號，已於2006年7月27日推出市場，使用65納米製程的它將會代替Pentium 4及Pentium D處理器。相比Pentium D，英特爾聲稱它會有40%的效能增長，同時減少40%的功耗。Allendale跟Conroe使用相同架構，在同一時脈和快取上，效能沒有任何差別，只是在L2快取記憶體方面，Allendale是以遮蔽的方法，減至2MB，而Conroe則有4MB。
Conroe處理器的型號分為E6300、E6400、E6600及E6700，E6300的時脈為1.86 GHz，E6400則為2.13 GHz，L2快取記憶體為2 MB共用。E6600的時脈為2.4 GHz，E6700則為2.67 GHz，L2快取記憶體為4 MB共用，FSB為1066 MHz，TDP功耗均為65 W。整體效能方面略勝AMD現有的同級處理器，當中E6400及E6300甚至可把時脈穩超至3 GHz。
在推出時，每顆E6300及E6400處理器的千顆批發價格分別為183及224 美元。每顆E6600及E6700處理器的千顆批發價格分別為316及530 美元。
E4000系列則為Conroe系列的平價版本，代号Allendale，於2007年2月推出，FSB降至800 MHz，時脈也均降低，取消主要用於工作站及專業用途的VT及VPro技術，並擁有原生2 MB L2快取記憶體，以迎合預算不足購買昂貴主機板的用戶。E4300千顆批發價為163美元。由於倍頻較高（x9），於Intel晶片組平台上超頻時記憶體時脈不會成為限制（例如把外頻由200 MHz超至400 MHz，也只需800 MHz的DDR2記憶體），因此深受部分超頻玩家喜愛。
於4月22日，英特爾宣佈減價的同時，推出E4400及E6320/6420，分別是E4300的x10倍頻（即2.0 GHz）版本和E6300/6400的4 MB L2版本，千顆批發價依次為133、163和183 美元。此外，1 MB L2快取記憶體的E2140 (200*8=1.6GHz)與E2160 (200*9=1.8GHz)也推出市場，千顆批發價由74-84美元不等。另外，原有的E4300減至113美元，E6600/6700則分別為224/316美元，配合再度降價的舊有的Pentium D以及平價的Pentium E系列，進一步攻佔中低階市場，把握超微（AMD）推出革新架構處理器前，打擊對手的銷售行情。

### Conroe XE
Conroe XE是第一代Core 2 Extreme系列頂級產品的核心代號，用以取代Pentium 4 Extreme Edition及雙核版Pentium Extreme Edition，已於2006年7月29日推出，但一些零售商擅自於7月13日提前發售。第一顆Core 2 Extreme型號為X6800。這款Core 2 Extreme的時脈原先設定為3.33GHz及使用1333 MT/s FSB，但正式版本已改為2.93 GHz及使用1066 MT/s FSB，功耗TDP值為75至80 W，透過SpeedStep功能，它的倍頻能任意升降，使超頻時彈性更大。

### Merom
Merom是第一代Core 2行動式處理器的核心代號，已於2006年7月27日正式發售，使用65奈米製程的它將會代替Intel Core Duo處理器。相較於Intel Core Duo，英特爾聲稱它會有20%的效能增長，但維持跟Intel Core一樣的電池使用時間。

### Kentsfield
Kentsfield是英特爾第一代四核心處理器，基本上它是由兩個Conroe核心合併於一塊基板上組成。最早的兩個型號分別為屬於Core 2 Extreme的QX6700〔時脈為2.66GHz，FSB 1066MHz〕，及屬於Core 2 Quad的Q6600〔時脈為2.4GHz，FSB 1066MHz〕，兩者皆擁有8MB L2〔每兩個核心共享4MB〕。

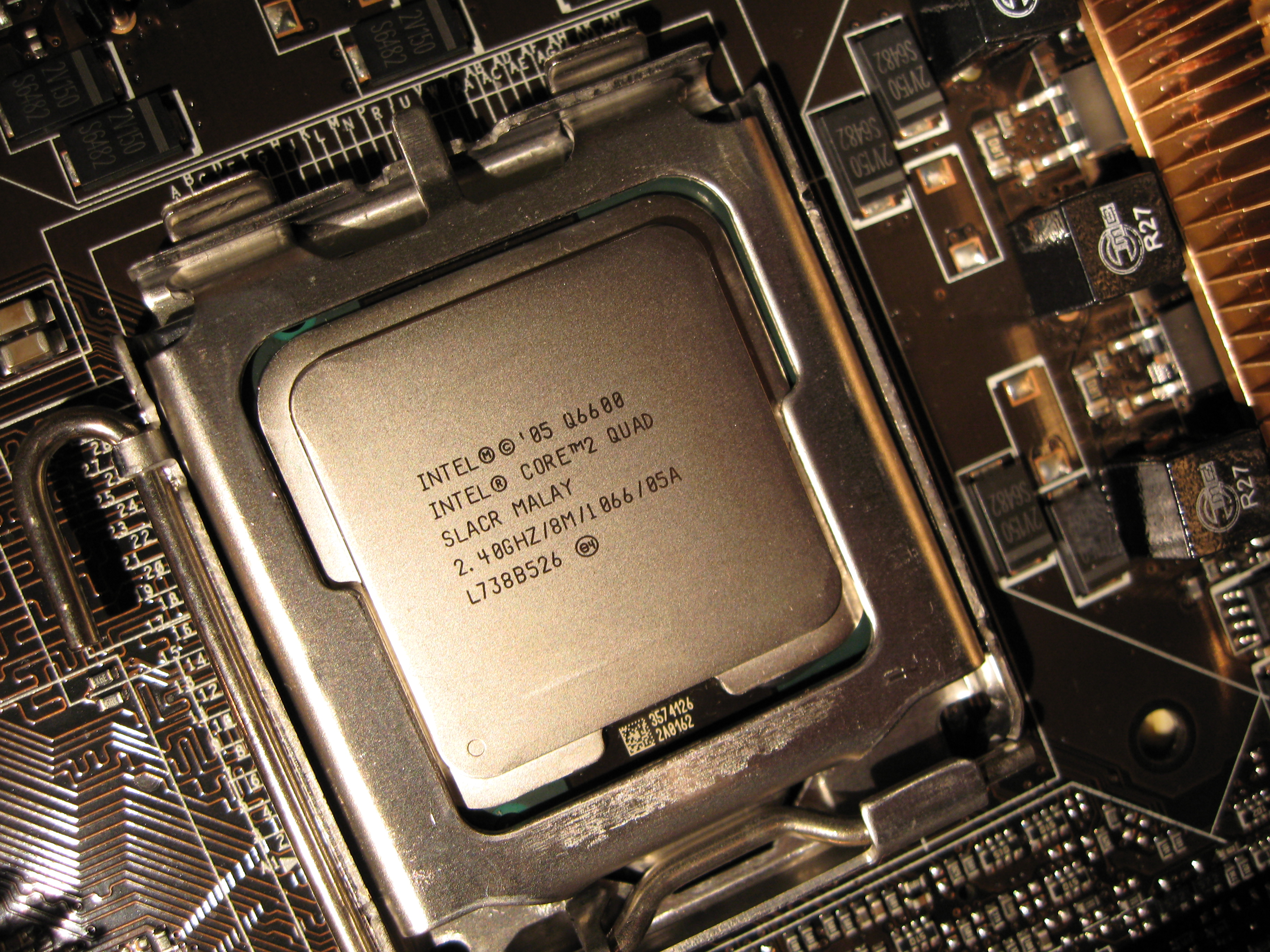
Q6600的降價為四核心處理器平民化的基礎

中階的Q6600於2009年第三季降價至266美元，使得四核心處理器逐漸普及。更多的四核心產品也隨後陸續推出，像是Intel Core 2 Quad Q6700、Q6600、Core 2 Extreme QX6800、QX6850，以及后期45奈米製程的Core 2 Extreme QX9650、QX9770、QX9775和Core 2 Quad Q9650、Q9550、Q9450、Q9300 和精简二级内存版本(只有4MB L2 Cache版本）的Q8200、Q8300、Q8400。

### E6X50
此系列處理器維持65奈米製程，型號分別為E6540（2.33 GHz）、E6550（2.33 GHz）、E6750（2.67 GHz）以及E6850（3.0 GHz）；工程樣本已送到部分傳媒手上進行測試。由於倍頻下降的關係，有評論批評超頻難度增加，對用戶造成不便。此外，1333 MHz FSB也非部分低階或整合型顯示晶片如VIA P4M900、Intel G965、945GZ所能支援，加上某程度上是新瓶舊酒，或會對其銷情構成影響。
而E6X50在香港曾出現一段小插曲，由於英特爾已在數月前公佈E6X50的推出日期為7月22日，但香港代理聯強、SIS及INGRAM MICRO都未能在當日準時售賣，結果大批網友都在各大電腦論壇表示不滿。

### Conroe-L
Conroe-L是Intel Core架構下的廉價處理器，但其將不會使用Intel Core的處理器代號，取而代之，它將使用Pentium及Celeron處理器代號，分別為1 MB L2快取記憶體、雙核心的Pentium Dual-Core，以及只得512 KB、單核心的Celeron 400系列（兩者均為200 MHz外頻）。有指兩者遲遲未有推出只是廠方不想影響上一代NetBurst架構處理器的銷情，否則AMD在廉價市場的優勢或將不保。而Celeron E1X00系列則是新推出的雙核心處理器，外頻和L2快取記憶體和4系列Celeron相同。

### Penryn
Penryn採用45奈米製程，並使用增強Intel Core微架構，已經在2008年第四季推出四核心版本。測試證明比同外頻及同速的Conroe處理器效能增長約5-15%。
目前的版本包含QX9650(3.0GHz)、QX9775(3.2GHz)、QX9770(3.2GHz)、Q9650(3.0GHz)、Q9550(2.83GHz)、Q9400(2.66GHz)、Q9300(2.53GHz)、Q8300(2.50GHz)、Q8200(2.33GHz)、E8200(2.66GHz)、E8300(2.83GHz)、E8400(3.0GHz)、E8500(3.16GHz)、E8600(3.33Ghz)、E7200(2.53Ghz)、E7300(2.66Ghz)、E7400(2.8Ghz)、E7500(2.93GHz)。

### Wolfdale
Wolfdale採用45奈米製程，2008年1月20日上市（韓國和台灣提早發售），目前包含E8200(2.66GHz)、E8300(2.83GHz)、E8400(3.0GHz)、E8500(3.16GHz)、E8600(3.33Ghz)、E7200(2.53Ghz)、E7300(2.66Ghz)、E7400(2.8Ghz)、E7500(2.93Ghz)、E7600(3.06Ghz)、E5200(2.5Ghz)、E5300(2.6Ghz)
E8200、E8400、E8500初推出時千顆批發價格分別為163、183、266美元，但在2008年第一季，全球或多或少都有供不應求現象。例如台灣及香港的多數店家只能整機銷售。 （页面存档备份，存于）
E8X00系列FSB為1333MHz，擁有6MB L2快取記憶體，是Wolfdale中效能和超頻能力最高的系列。
E7X00系列FSB為1066MHz，擁有3MB L2快取記憶體，與E8X00外觀上的差別是底部其中一部份電容由5顆改為2顆。
E5X00系列FSB為800MHz，擁有2MB L2快取記憶體，是由E8X00或E7X00降格而成，由於E8X00降格的核心超頻能力較高，另有部份玩家追尋「五電容版本」的E5X00。

### Yorkfield
Yorkfield是45nm的Core 2 Quad版本。
Intel宣布是在2008年3月24日販售Intel Core 2 Quad 45nm四核心處理器，但實際上約提前數天發售。
其中包含Q9300 2.50G (FSB1333 L2 6M)，Q9450 2.66G（FSB1333 L2 12M），Q9550 2.83G（FSB1333 L2 12M）。
售價分別為266美元、316美元、533美元，並支援SSE4.1和TXT等指令集。
而上市初期，台灣的價格大約比美金定價高出約2000台幣（65美元）。
於2008年8月20日推出Q9400 2.66G（FSB1333 L2 6M）和 Q9650 3.00G(FSB1333 L2 12M)，用以取代Q9300和Q9450等，而QX9770 3.2G（FSB1600 L2 12M）則在較早前跟X48晶片組同時販售。

## 後繼者
Intel Core 2以後，Intel於2010年發布Core i系列處理器（最初僅有高端的Core i7，於2008年底發布）。
Core i系列處理器定位中高端。

## 另見
- Intel Core 2處理器列表
- Intel Core

## 外部連結
- Intel Core 2處理器 （页面存档备份，存于）